# سیارک ۴۳۴
سیارک ۴۳۴ (به انگلیسی: 434 Hungaria، نامگذاری:1898DR) چهارصد و سی و چهارمین سیارک کشف شده‌است که در ۱۱ سپتامبر ۱۸۹۸ و در هایدلبرگ کشف شد.
قدر مطلق سیارک برابر ۱۱٫۲۱ است.